# Harris Dunscombe Colt
Harris Dunscombe Colt Jr. FSA (* 29. Januar 1901 in New York City; † 8. November 1973 in London) war ein US-amerikanischer Archäologe und Verleger archäologischer Fachliteratur, der hauptsächlich in der vorderasiatischen Archäologe wirkte.

## Leben

### Herkunft und Anfänge in der Archäologie
Harris Dunscombe Colt Jr. kam im Januar 1901 in New York City als Sohn des Anwalts Harris Dunscombe Colt, Mitgesellschafter der internationalen Anwaltskanzlei Curtis, Mallet-Prevost, Colt & Mosle, und dessen Ehefrau Elizabeth Colt, geb. Bowne, zur Welt. Seine Familie gehörte zur Oberschicht New Yorks und Connecticuts und war entfernt mit dem Waffenhersteller Samuel Colt verwandt. Colt war Staatsbürger der Vereinigten Staaten, hatte aber starke Bezüge zum Vereinigten Königreich, dem Heimatland seiner Großmutter. Als Jugendlicher besuchte er die St. Paul’s School, ein privates Internat in Concord, New Hampshire. Eine darüber hinaus gehende formale akademische Ausbildung besaß er nicht.
Üblicherweise teilte Colt sein Jahr zwischen Amerika und Großbritannien auf; oft verbrachte er den Winter in den Vereinigten Staaten in New York City oder Washington, D.C. und lebte über die Sommermonate in London. Bereits als junger Erwachsener begann Colt, sich für die Archäologie zu interessieren. So beteiligte er sich 1922 an Ausgrabungen im englischen Richborough, dem Ort des spätantiken, römischen Kastells Rutupiae. In diesen Jahren verbrachte er viel Zeit in Oxford, wo er offenbar in Kontakt mit Archäologen der University of Oxford stand. Parallel begann er, sich für die Archäologie Maltas zu interessieren, das er zum ersten Mal gemeinsam mit seinem Vater 1921 besucht hatte. In Malta beteiligte er sich an archäologischen Feldforschungen unter Themistocles Żammit, Lewis Upton Way und Margaret Alice Murray. 1927 heiratete er dort Teresa Strickland, eine Nichte des damaligen maltesischen Premierministers Gerald Strickland, 1. Baron Strickland, die sich ebenfalls an den archäologischen Forschungen in der Insel beteiligte. Möglicherweise über Murray lernte Colt Flinders Petrie kennen, der damals der berühmteste vorderasiatische Archäologe war und gemeinsam mit Murray die British School of Archaeology in Egypt als zentrales Forschungsorgan der britischen Archäologie in Ägypten und der Levante leitete.

### Ausgrabungen in der Levante
Unter diesen Voraussetzungen wandte sich Colt verstärkt der vorderasiatischen Archäologie zu. Bereits 1925 war Colt zum Beispiel selbst Teil von Forschungen in Ägypten. Im Jahr 1928 schloss er sich einer Grabungskampagne des Teams um Flinders Petrie am Fundplatz Tell el-Farʿah bei Ofakim im damaligen britischen Völkerbundmandat Palästina an. Anschließend übernahm er mit den Petrie-Schülern Gerald Lankester Harding und James Leslie Starkey die Restoration einiger Fundstücke und die Organisation einer Fundausstellung in London. Ende 1930 schloss er sich den Ausgrabungen des Petrie-Teams am Fundplatz Tell el-Ajjul nahe Gaza an, für die er zuvor eine finanzielle Unterstützung durch die New York University ausgehandelt hatte. 1932 publizierte die New York University auch den von Colt verfassten Forschungsbericht über die Ergebnisse der Grabungskampagne. Anschließend beteiligte er sich 1932 an der ersten Ausgrabungskampagne von James Leslie Starkey in Lachisch, dessen archäologische Erforschung Colt auch finanziell unterstützte.
1933 unterstützte Colt kurzzeitig die Ausgrabungen von John W. Crowfoot an der Kathedrale von Bosra im Süden des heutigen Syrien. Im gleichen Jahr machte sich Colt als Archäologe selbstständig und begann eine eigene Ausgrabung an byzantinischen Ruinen in Schivta (auch Sobata oder S’beita) in der Negevwüste. Obgleich die Ruinen bereits in den 1860er Jahren von Edward Henry Palmer erstmals diskutiert und von Leonard Woolley und T. E. Lawrence im Rahmen der Zin Archaeological Survey des Palestine Exploration Fund 1914/1915 näher beschrieben worden waren, stellte die spätantike Ruinenstätte für die 1930er Jahre ein ungewöhnliches, da nicht-biblisches Ausgrabungsziel dar. Colt forschte in Schivta vier Jahre lang, publizierte aber nie entsprechende Forschungsberichte, abgesehen von einem Fachartikel eines Mitarbeiters im Palestine Exploration Fund Quarterly.
1936 begann Colt neue Ausgrabungen bei Auja al-Hafir, einem anderen archäologischen Fundplatz in der Negevwüste und früheren Verkehrsknotenpunkt, an dem Colt die antike Stadt Nessana oder Nizana lokalisieren konnte. Die Ausgrabungen wurden organisatorisch durch die British School of Archaeology in Jerusalem unterstützt und durch die New York University und das American Museum of Natural History finanziert. Colt und sein Team fanden eine Reihe von Papyri, darunter einige mit Texten antiker Schriftsteller, des Neuen Testamentes und mit Apokryphen. Weitere Schriftrollen stellten sich als spätantike griechische Kirchendokumente und frühe arabische Verwaltungsdokumente aus der Frühzeit der islamischen Expansion in den 630er Jahren heraus. Mit dem Zweiten Weltkrieg stellte Colt seine Feldforschungen ein. Die Ergebnisse seiner Ausgrabungen in Nessana wurden Jahre später in drei Bänden an Forschungsberichten veröffentlicht, von denen er selbst den ersten Band über die Ausgrabungen an sich (1962) als Herausgeber verantwortete. Lionel Casson und Ernest L. Hettich verantworteten den zweiten Band zu den literarischen Papyri (1950), während Caspar J. Kraemer die Edition des dritten Bandes über die nicht-literarischen Papyri übernahm (1958).

### Verleger und weitere Interessen
Nach dem Zweiten Weltkrieg teilte Colt seine Zeit weiter zwischen den Vereinigten Staaten und dem Vereinigten Königreich auf. Verstärkt suchte er Wege, die Archäologie institutionell zu unterstützen. Unter anderem begründete er das Colt Archaeological Institute, um die Publikation archäologischer Forschungen zu unterstützen. Ab den 1960er Jahren verlegte Colt in Zusammenarbeit mit dem Verlag Bernard Quaritch zwei Reihen von Fachschriften (die Monograph Series und die Colt Archaeological Institute Publications), die sich hauptsächlich – aber nicht ausschließlich – auf Ausgrabungen in der Levante konzentrierten. Binnen kurzer Zeit erarbeitete sich Colt den Ruf eines der prestigeträchtigsten archäologischen Fachverleger. Darüber hinaus saß er viele Jahre im Vorstand des Archaeological Institute of America und war ab 1955 Treuhänder (Trustee) der American Schools of Oriental Research, bei der er ab 1963 offiziell das Archaeological Institute of America vertrat. Von 1962 bis 1972 saß er im Vorstand der British School of Archaeology in Jerusalem, die er – wie auch andere Institutionen – auch finanziell unterstützte. 1957 wurde er angesichts seiner Verdienste zum Mitglied (Fellow) der Society of Antiquaries of London gewählt.
Neben der Archäologie widmete sich Colt auch anderen historischen Interessen. Ab etwa 1948 erarbeitete er eine Neuauflage von David McNeely Stauffers American Engravers upon Copper and Steel, ein zunächst 1907 vom Grolier Club veröffentlichtes Verzeichnis US-amerikanischer Graveure, das zehn Jahre später vom Kunsthistoriker Mantle Fielding ergänzt worden war. Colt sah das bisherige Verzeichnis durch, überarbeitete es und unternahm Ergänzungen. In Anerkennung dieser Arbeit wurde er 1950 zum Mitglied der American Antiquarian Society (AAS) gewählt, die er fortan finanziell und materiell unterstützte. Sein neues Graveur-Verzeichnis entstand seitdem in Zusammenarbeit mit der AAS und ging 1973 unvollendet in deren Besitz über, als sich Colts Gesundheitszustand verschlechterte. Colt starb im November 1973 in London und wurde im Dorf Streat bei Lewes in East Sussex begraben. Er hinterließ seine zweite Ehefrau Armida Colt, die er 1957 geheiratet hatte. Nach seinem Tod gab seine Witwe über viele Jahre Teile seines Nachlasses an verschiedene akademische Institutionen im Vereinigten Königreich und den Vereinigten Staaten. Unter anderem besitzt die Library of Congress wesentliche Teile von Colts Sammlung zu Rudyard Kipling, während der Palestine Exploration Fund eine umfangreiche Spende von Dokumenten zu Colts archäologischer Feldarbeit erhielt. Jene Teile zu Colts Arbeit auf Malta gingen später auf Betreiben von Rupert L. Chapman III und Anthony J. Frendo in den Besitz der Bibliothek der Universität Malta über.

## Veröffentlichungen
Eigene Forschungsberichte
- The Joint Excavation at Tell Ajjul in Palestine by New York University and the British School of Archaeology in Egypt during the Year 1930–1931. New York University, New York 1932.
- Excavations at Nessana: Auja Hafir, Palestine. Band 1. British School of Archaeology in Jerusalem, London 1962.

Als Verleger
- Robert Houston Smith: Excavations in the Cemetery of Khirbet Kūfīn, Palestine (= Monograph Series, Band 1). Bernard Quaritch, London 1962.
- Joseph A. Callaway: Pottery from The Tombs at ‘Ai (Et-Tell) (= Monograph Series, Band 2). Bernard Quaritch, London 1964.
- J. B. Hennessy: Stephania. A Middle and Late Bronze Age Cemetery in Cyprus (= Colt Archaeological Institute Publications). Bernard Quaritch, London 1964.
- Philip C. Hammond: The Excavation of the Main Theater at Petra, 1961–1962: Final Report (= Colt Archaeological Institute Publications). Bernard Quaritch, London 1965.
- C. A. Bateman, Vaughn Emerson Crawford, George F. Dales und L. J. Majewski: Preservation and Reproduction of Clay Tablets and The Conservation of Wall Paintings (= Monograph Series, Band 3). Bernard Quaritch, London 1966.
- Oscar White Muscarella: Phrygian Fibulae from Gordion (= Monograph Series, Band 4). Bernard Quaritch, London 1967.
- J. B. Hennessy: The Foreign Relations of Palestine during the Early Bronze Age (= Colt Archaeological Institute Publications). Bernard Quaritch, London 1967.
- P. Throckmorton, E. T. Hall, Honor Frost, Colin Martin, Michael G. Walton, Sydney Wignall: Surveying in Archaeology Underwater (= Monographh Series, Band 5). Bernard Quaritch, London 1969.
- Joseph A. Callaway, mit William W. Ellinger, III.: The Early Bronze Age Sanctuary at Ai (et-Tell), Band 1 (= Colt Archaeological Institute Publications). Bernard Quaritch, London 1972.